# Orchidales
Orchidales е разред покритосеменни растения, използван в някои таксономии. В системата на Кронкуист от 1981 г. той включва 4 семейства:
- Burmanniaceae – в системата APG II (2003) е част от разред Dioscoreales
- Corsiaceae – в APG II е част от разред Liliales
- Geosiridaceae – в APG II представителите му са включени в семейство Перуникови (Iridaceae)
- Orchidaceae – Орхидеи; в APG II е част от разред Asparagales